# House of Balloons
House of Balloons (с англ. — «Дом из воздушных шаров») — дебютный микстейп канадского певца и автора песен The Weeknd, выпущенный 21 марта 2011 года на официальном сайте исполнителя как доступный бесплатно. Был записан в Торонто. Микстейп стал предметом оживлённого обсуждения в средствах массовой информации из-за использования песен из него на телевидении, а также из-за относительной анонимности певца-автора.
Микстейп получил широкое признание, критики высоко оценили его мрачную эстетику, продюсирование и лирическое содержание. Он широко рассматривается как оказавший большое влияние как на современный, так и на альтернативный R&B. House of Balloons также содержит элементы соула, трип-хопа, инди-рока, дрим-попа и электронной музыки. В лирическом плане микстейп содержит описание употребления наркотиков и переживания, связанные с любовью, разбитым сердцем и распущенностью.
Впоследствии, House of Balloons был выпущен как часть сборника Trilogy в 2011 году В свою десятую годовщину оригинальный микстейп был выпущен в цифровом формате и включал семплы, которые не вошли в Trilogy. Переиздание сопровождалось линейкой товаров ограниченным тиражом, разработанной американским архитектором Дэниелом Аршамом.

## Музыка
В микстейпе использованы семплы песен Beach House «Master of None» (2006) и «Gila» (2008), а также Алии «Rock the Boat» (2001). Заглавный трек в значительной степени состоит из семпла Siouxsie and the Banshees «Happy House» (1980). Pitchfork написали: «Happy House превращён в мягкий гимнический медленный номер, полный дивного вокала, привязанного к холодному ритму. Гитарный рифф остаётся нетронутым и проходит на протяжении большей части трека, придавая ему плёночный поп-стиль, который периодически достигает пика с щедрым взмахом припева Happy House». Трек «The Knowing» состоит из семпл трека 1990 года «Cherry-Colored Funk» группы Cocteau Twins. Джо Колли из Pitchfork отметил «странные рассказы о похоти, боли и чрезмерном потворстве своим желаниям», дополненными «сочной, подавленной музыкой» на альбом, и сравнил его «специфическое ночное качество» с дебютным альбомом группы The xx (2009). Эрик Гранди из Pitchfork написал, что в заглавном треке The Weeknd «в одну минуту выражает эмоции андрогинным фальцетом, а в следующую бормочет невероятные проклятия». Пол Льюстер из The Guardian отметил, что, хотя более половины микстейпа содержит семплы, только заглавный трек делает это «очевидным».

## Продвижение
| Совокупная оценка    | Совокупная оценка |
| Источник             | Оценка            |
| -------------------- | ----------------- |
| AnyDecentMusic?      | 8.0/10            |
| Metacritic           | 87/100            |
| Оценки критиков      |                   |
| Источник             | Оценка            |
| AllMusic             | [ 16 ]            |
| The A.V. Club        | B+                |
| The Boston Phoenix   | [ 18 ]            |
| Consequence of Sound | [ 19 ]            |
| Drowned in Sound     | 8/10              |
| Fact                 | 4/5               |
| Now                  | 4/5               |
| Pitchfork            | 8.5/10            |
| PopMatters           | 9/10              |
| Rolling Stone        | [ 25 ]            |

Песня «High for This» прозвучала в промо-ролике к финальному сезону шоу телесериала «Красавцы» в июле 2011 года. 24 ноября 2011 года первое официальное музыкальное видео The Weeknd длиной почти восемь минут на его песню «The Knowing» появилось в Интернете на его странице в Vimeo. Песня была впервые выпущена на House of Balloons, а режиссёром видео выступил французский режиссер Микаэль Коломбу. Кэрри Баттан и Эми Филлипс из Pitchfork описали видео как «путешествие во времени, афрофутурист, научно-фантастическая битва полов, которую нужно смотреть в HD».

## Список композиций
| №  | Название                                | Автор(ы)            | {{{extra_column}}}     | Длительность |
| -- | --------------------------------------- | ------------------- | ---------------------- | ------------ |
| 1. | «High for This»                         |                     | The Dream Machine      | 4:07         |
| 2. | «What You Need»                         | Tesfaye Jeremy Rose | Rose The Weeknd        | 3:26         |
| 3. | «House of Balloons / Glass Table Girls» |                     | Doc McKinney Illangelo | 6:47         |
| 4. | «The Morning»                           |                     |                        | 5:15         |
| 5. | «Wicked Games»                          |                     |                        | 5:25         |
| 6. | «The Party & The After Party»           |                     |                        | 7:39         |
| 7. | «Coming Down»                           |                     |                        | 4:55         |
| 8. | «Loft Music»                            |                     |                        | 6:04         |
| 9. | «The Knowing»                           |                     | Doc McKinney Illangelo | 5:41         |

| №   | Название       | Длительность |
| --- | -------------- | ------------ |
| 10. | «Twenty Eight» | 4:18         |

## Чарты
| Чарт (2015)                            | Высшая позиция |
| -------------------------------------- | -------------- |
| США (Billboard Top R&B/Hip-Hop Albums) | 37             |

| Чарт (2022)         | Высшая позиция |
| ------------------- | -------------- |
| США (Billboard 200) | 113            |

## Сертификации
| Регион                                                      | Сертификация | Продажи |
| ----------------------------------------------------------- | ------------ | ------- |
| Великобритания (BPI)                                        | Золотой      | 100 000 |
| ^ Данные о тиражах приведены только на основе сертификации. |              |         |